# Parque nacional de Mouling
El parque nacional de Mouling es un parque nacional indio, ubicado principalmente en el distrito del Alto Siang de Arunachal Pradesh, y partes de los distritos de Siang occidental y Siang oriental. Fue creado en el año 1986, el segundo parque nacional del estado, tras el parque nacional de Namdapha en 1972.
Cubre un área de aproximadamente de 500 kilómetros cuadrados. La zona es extremadamente húmeda, con intensa pluviosidad (2343 mm anualmente) y una estación seca no muy bien definida. En las altitudes bajas, la temperatura varía entre los 15.oC y los 38.oC, la nieve aparece en invierno en altitudes más altas, donde la temperatura varía de 4,2.oC a 17,7.oC, de 2200 m s. n. m. en adelante.
Su altitud varían entre los 750 - 3064 m s. n. m. Se recomienda visitarlo entre los meses de noviembre y abril. Es ideal para practicar senderismo, realizar excursiones y pescar con caña en el río Siyom.

## Nombre
El parque recibe su nombre de un pico cercano llamado pico Mouling. Mouling es una palabra adi que significa veneno rojo o sangre roja, que se cree que es un látex rojo de una especie arbórea local. La zona se cree que tuvo también numerosas serpientes venenosas, pero esto no puede verificarse puesto que la ecología de la zona ha sido escasamente explorada. 

## Flora y fauna
La zona alrededor del parque nacional de Mouling es una de gran biodiversidad, con una yuxtaposición de diferentes biotopos, y es a menudo llado la cuna del estado de la biodiversidad. Con elevaciones que van de 400 m s. n. m. a más de 3.000, forma una zona de transición entre los bosques tropicales en las altitudes inferiores a bosque mayormente templado en altitudes por encima de los 2800 metros. El bosque del parque es del semitipo de hoja perenne. 
La general inaccesibilidad debido a que las carreteras son escasas, y las historias asociadas con el bosque en sí han mantenido la zona núcleo del parque nacional relativamente intocado por las actividades humanas. Hay evidencia de prácticas pasadas de cultivo sobre cenizas, especialmente en las zonas norte y sur del parque.
La región es famosa por sus tres variedades de cabra - antílopes, como son el takín, el goral, el leopardo indio, el tigre de Bengala, el muntíaco, el seraus y el panda rojo viven allí. Otras especies encontradas en el parque son: búfalo salvaje, elefante, el ciervo cerdo, el sambar, la pitón, etc. 
Además de ellos, el parque tiene muchos pájaros incluyendo varios tipos diferentes de faisanes: tragopán de Blyth (Tragopan blythii). Además la arborófila pechirroja (Arborophila mandellii), y el trepador hermoso (Sitta formosa), entre otras.

## Como llegar
- Por avión: el aeropuerto más cercano al parque es Lilabari, Tezpur a 230 km.
- Por tren: la caseta ferroviaria más cercana es Morkongselak a más o menos 40 km del parque y la estación más cercana de ferrocarril está entre North Lakhimpur y Silapathar.
- Por carretera: existe un servicio de Bus/Taxi disponible desde North Lakhimpur o Itanagar y a lo largo de la carretera entre Likabali y Pasighat.

## Galería de imágenes

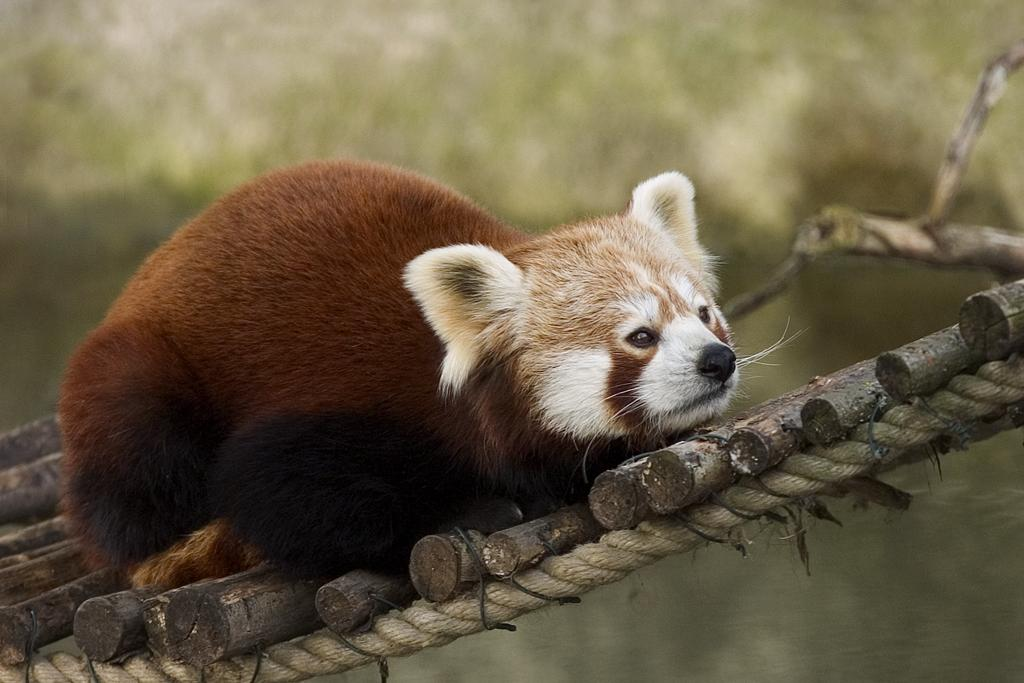
panda rojo
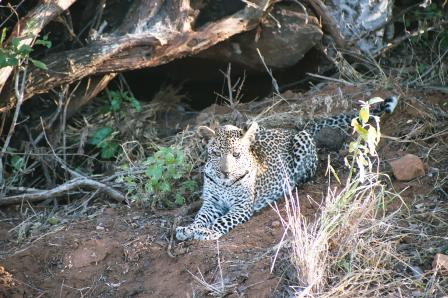
leopardo
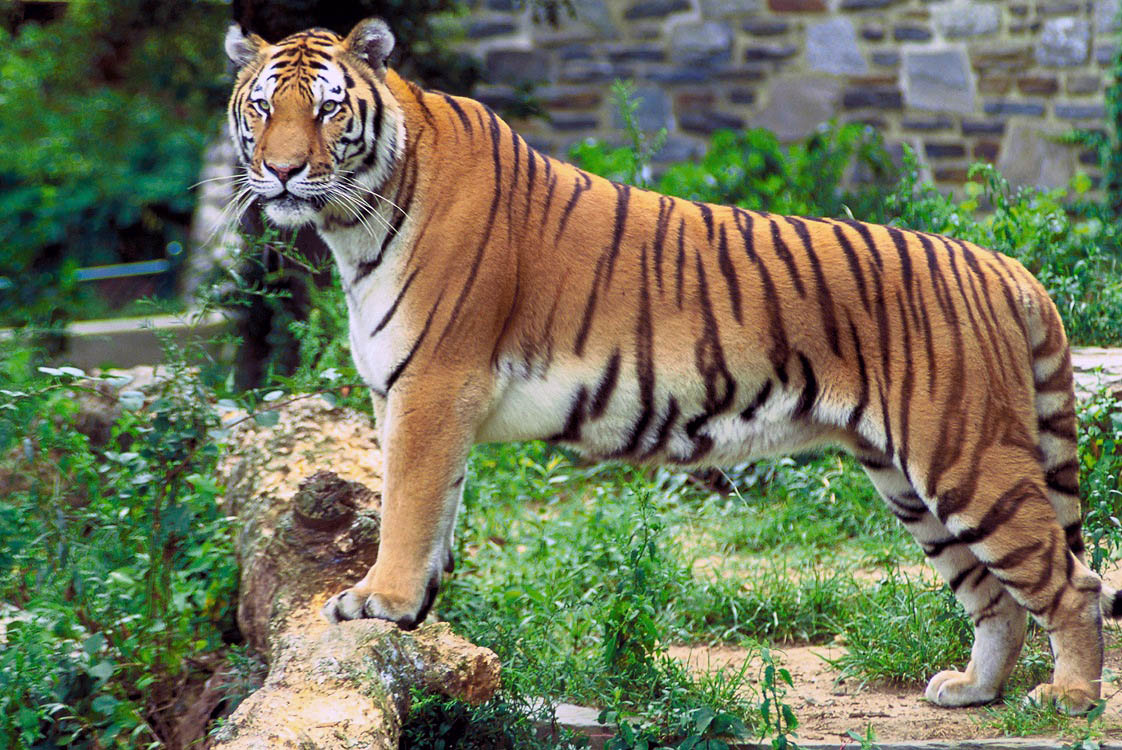
tigre
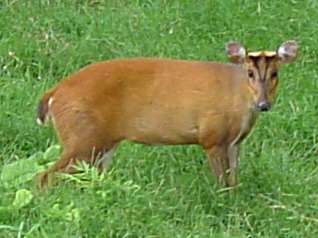
muntjac
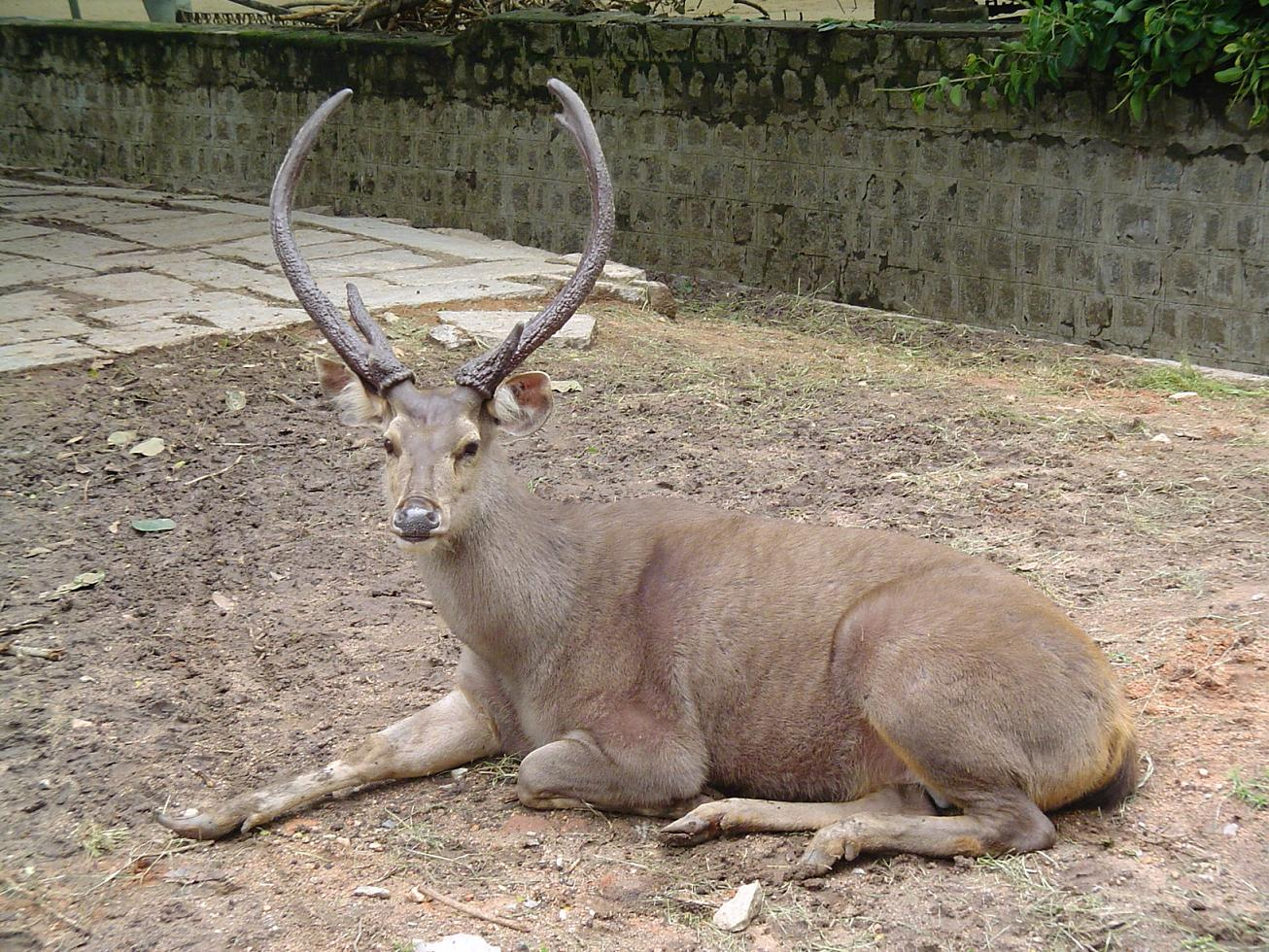
sambar
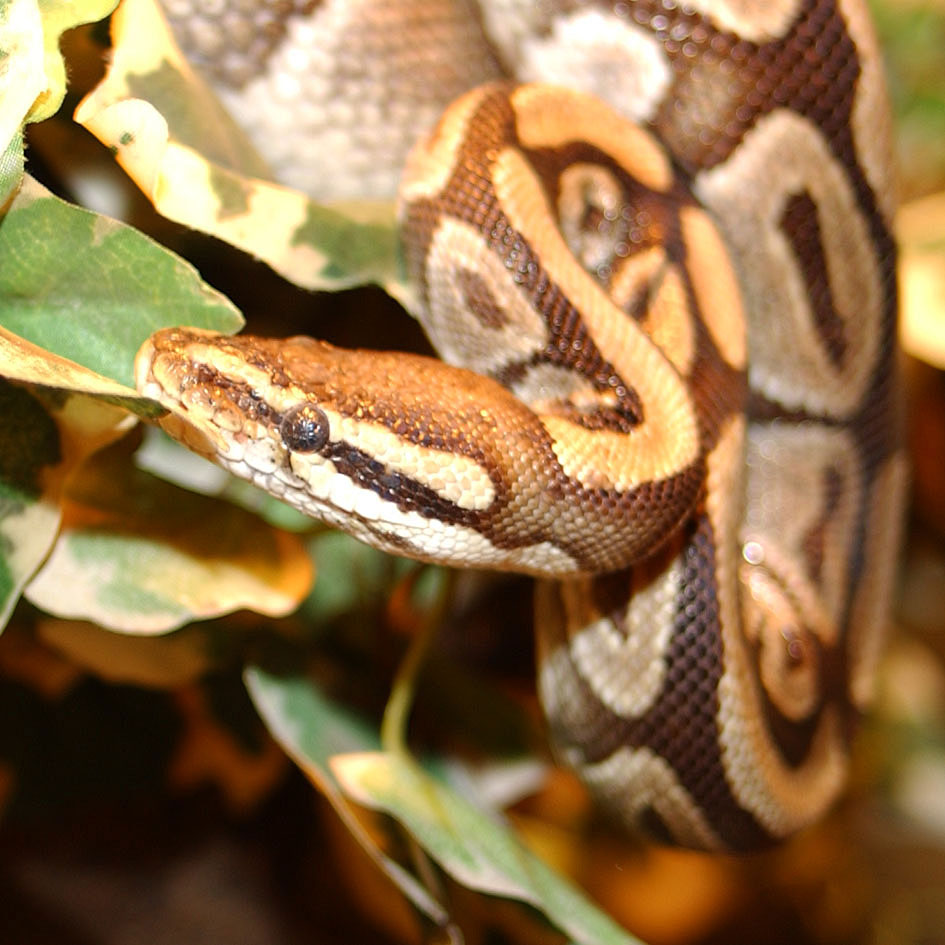
pitón